# Trichoderma corfecianum
Trichoderma corfecianum är en svampart som beskrevs av Sacc. 1911. Trichoderma corfecianum ingår i släktet Trichoderma och familjen Hypocreaceae.   Inga underarter finns listade i Catalogue of Life.